# Stratigraphie séquentielle
La stratigraphie séquentielle ou allostratigraphie est une méthode d'étude de la stratigraphie se basant sur la reconnaissance des séquences de dépôts géologiques (régressions et transgressions marines) et des cortèges sédimentaires observés par stratigraphie sismique, corrélée par des levées de terrain et des forages.

## Forçage de l'espace d'accommodation
La répartition des sédiments dans un bassin est contrôlée par l'espace d'accommodation : place disponible pour la sédimentation, entre le fond du bassin et la surface de l'eau. Cet espace varie dans le temps selon trois principaux facteurs:
- Les apports sédimentaires: ils comblent l'espace disponible, et forment des séquences de dépôts limitées par des lacunes (en effet le temps n'est pas enregistré en continu à cause des arrêts de sédimentation et de l'érosion).
- La subsidence : sous le poids des sédiments le bassin s'enfonce et crée de l'espace d'accommodation.
- L'eustatisme : c'est la fluctuation des niveaux marins, directement liée à l'espace d'accommodation. Les augmentation du niveau marin sont qualifiées de transgressions, et les baisses de régressions. C'est le facteur qui a la vitesse de variation la plus rapide, et l'on estime que c'est le principal facteur qui contrôle les migrations des corps sédimentaires. Il dépend lui-même de nombreux autres facteurs (l'astronomie, la variation de la température et la fonte des glaces, la variation du volume du bassin océanique...).